# 파비아나 그라나도스
파비아나 그라나도스(Fabiana Granados, 1990년 3월 8일 ~ )는 코스타리카의 미인 대회 우승자이다. 2013년 미스 코스타리카 우승자이자 2013년 미스 유니버스에서 코스타리카 대표로 참가했다.